# Кабельскеталь
Кабельскеталь (нем. Kabelsketal) — община в Германии, в земле Саксония-Анхальт. 
Входит в состав района Зале.  Население составляет 9007 человек (на 31 декабря 2010 года). Занимает площадь 50,95 км².